# Transpersonlig psykoterapi
Transpersonlig psykoterapi er en tilgang til psykoterapi, der integrerer spirituelle og transcendente aspekter af den menneskelige oplevelse med traditionelle terapeutiske tilgange. 
Transpersonlig psykoterapi er en dybdeterapi, der bygger på transpersonlig psykologi. Kernen i tilgangen er en ide om, at psykisk sundhed ikke kun handler om at behandle symptomer og håndtere adfærdsmæssige problemer, men også om at fremme personlig vækst og selvrealisering gennem en dybere forståelse af de åndelige dimensioner.

## Historie og udvikling
Transpersonlig psykoterapi opstod som en del af den humanistiske psykologi bevægelse i 1960'erne og 1970'erne. Pionerer som Abraham Maslow, Stanislav Grof og Ken Wilber har været centrale i udviklingen af denne tilgang. De mente, at traditionel psykologi ikke fuldt ud kunne forklare menneskets højeste potentialer og spirituelle oplevelser.
Transpersonlig psykoterapi er en helhedsorienteret tilgang, der søger at hjælpe individer med at opdage og integrere alle aspekter af deres væsen, herunder deres højeste åndelige aspirationer. Dette gør den til en værdifuld tilgang for dem, der søger dybere mening og helhed i deres liv.